# Aqueduto romano da Amadora
O Aqueduto romano da Amadora, também referido como Aqueduto Romano de Olisipo na Amadora, tinha início na barragem romana de Belas, situada no vale da ribeira de Carenque, a cerca de 10 km de Lisboa. Resta um troço na atual Freguesia de Mina de Água, no Município da Amadora.
A construção do aqueduto data do século III, estimando-se que tenha estado em funcionamento durante cerca de século e meio. No troço conhecido e estudado, entre Carenque e a Amadora, seguia trajeto semelhante ao do aqueduto das Águas Livres (construído no século XVIII), embora a cotas mais baixas.
É constituído tipicamente por uma base rectangular em opus caementicium, que assenta directamente sobre o terreno. Sobre esta base foram construídas duas paredes, do mesmo material, formando assim uma caleira, que se encontra revestida a opus signinum. Um dos elementos mais importantes detectados foi uma queda de água, com um desnível de cerca 0,70 m, possibilitando uma descida acentuada da cota da caleira sem que fosse necessário alterar a inclinação da mesma.
No sentido de assegurar à caleira uma pendente regular sem o recurso a obras de engenharia de maior envergadura, o aqueduto segue aproximadamente a forma das curvas de nível, conhecendo-se o seu percurso até ao bairro da Mina, numa extensão aproximada de 1.300 metros, tendo sido identificados 14 troços.
A secção tipo da caleira do aqueduto romano tem, nos troços estudados, cerca de 40 cm de largura e de 35 cm de altura, com um revestimento de opus signinum de 2,5 cm de espessura. Cálculos hidráulicos permitem estimar uma capacidade de escoamento de aproximadamente 6400 m³/dia.
O último troço conhecido dista apenas 1200 m de uma outra estação arqueológica romana, a vilae da Quinta da Bolacha, não sendo de rejeitar a hipótese de que este, ou mais provavelmente um ramal, abastecesse a referida vilae. 
No entanto, o cálculo aproximado do seu caudal, permitiu concluir que este é semelhante ao aqueduto de Pompeia, sendo admissível que se destinasse ao fornecimento de um aglomerado populacional de ordem de grandeza semelhante, tornando como destino mais provável a cidade de Olisipo, a Lisboa romana. No entanto, não existem provas materiais de que a água se destinasse de facto ao abastecimento desta cidade.
A existência da barragem e do aqueduto romanos no vale de Carenque foi utilizada como argumento pelos defensores da construção do aqueduto das Águas Livres nos séculos XVI a XVIII.